# Wallace Chafe
Pour les articles homonymes, voir Chafe.
Wallace Chafe, né en 1927, est un linguiste américain.

## Biographie
Né à Cambridge, il étudie à l'université Yale où il obtient son doctorat en 1958. Il travailla ensuite à l'Université de Californie, Berkeley jusqu'en 1986 et plus tard à l'Université de Californie à Santa Barbara avant qu'il ne soit fait professeur émérite de cette dernière en 1991.
Chafe est un cognitiviste, il considère la sémantique comme une composante de base du langage. Il est un des critiques de la linguistique générative de Noam Chomsky.
Il est un spécialiste influent des langues amérindiennes, principalement de l'iroquois et des langues caddoanes. Sa réflexion a aussi été déterminante dans les domaines de l'analyse du discours, la psycholinguistique et l'étude de l'intonation et de la prosodie de l'oral spontané.
Avec Johanna Nichols, il publia un ouvrage fructueux sur l'évidentialité dans le langage en 1986.
Il est marié à la linguiste Marianne Mithun, elle aussi spécialiste des langues amérindiennes.

## Source
- (en) Cet article est partiellement ou en totalité issu de l’article de Wikipédia en anglais intitulé « Wallace Chafe » (voir la liste des auteurs).